# 外部太陽系の植民

地球・月と比較した太陽系の主な衛星

外部太陽系の植民（がいぶたいようけいのしょくみん）は、人類が火星以遠の太陽系の天体へ移住し、その環境の中で生活基盤を形成すること。宇宙移民の構想の一つ。
小惑星帯より外側にある惑星のいくつかの衛星は、植民の場所として十分な大きさである。特に大きな一部の衛星は氷や液体の水、それに有機化合物を含んでおり、これは色々な用途、中でもロケットの燃料の生産に役立つかもしれない。また、外部太陽系のコロニーは、付近の惑星やその衛星の長期間の調査の中心地としても活用することができる。特に、ロボットを（地球との通信では避けられない）長時間の遅延なしで人間がコントロールすることができるのは重要である。また、探査とヘリウム3（熱核融合の燃料としてとても高い価値を持つ）等の採掘のため、巨大ガス惑星の上層大気に軽航空機を送ることも提案されている。

## 小惑星
小惑星を宇宙移民のための鉱物の供給源（小惑星の鉱業）として使用するという考えは、その岩石の多さや脱出速度の低さのため、SF作品では一般的である。また、大きな宇宙ステーションとして使うため、小惑星を掘り抜くという案も提唱されている。

## 木星

### エウロパ
1990年代のアルテミスプロジェクトは木星の衛星であるエウロパの植民計画をデザインしている。その計画では、科学者はイグルーに住み、エウロパの氷の外郭をドリルで掘り進み、地下の大洋を調査する。その発想は、人間の居住には適さないと思われていたエアポケットのような地域さえも使用できるのか、を確かめるためでもある。エウロパ表面の基地は、インフレータブル型の構造物で作ることも考えられるだろう。また、エウロパとその冷たい海洋の探検では潜水艦で移動することになるだろう。
エウロパの植民にはいくつかの問題がある。その中でも1つの重要な問題が、地球のヴァン・アレン帯の約10倍ほどの強さを持つ木星の放射線帯からの高レベルの放射線である。人間はエウロパの表面やその付近では、巨大な放射線防護壁無しに長く生存できないだろう。

### ガニメデ
遠い将来において、木星の衛星であるガニメデを基地の場所とするのはありそうなことである。ガニメデは太陽系で最大の衛星で、また衛星の中で唯一磁気圏を持っている。

### カリスト
NASAは将来の太陽系の探検に関するHOPE (Human Outer Planet Exploration) と呼ばれる研究を始めた。この目標として選ばれたのはカリストであった。太陽系のさらなる探検のため、カリストに燃料を生産する地上基地を建てることは可能かもしれない。カリストは木星の放射線帯の外側にあり、地質学的にもとても安定していて、基地を置く場所として都合がよいことが判っている。また、この基地は木星系の探検（たとえばエウロパの遠隔探査）の中心地としても機能できるだろう。

### トロヤ群小惑星
2006年、ケック天文台は、トロヤ群の二重小惑星パトロクロス（それにおそらく木星軌道のその他多くのトロヤ群の天体も）は水や氷、それに塵の層から成り立っていると思われると発表した。これは、この領域で水やその他の揮発性物質を採掘し、惑星間輸送網 (en:Interplanetary Transport Network) を通して輸送することが遠くない未来には可能となるかもしれないことを示唆している。これにより、月や火星、小惑星の植民をより現実的にできるかもしれない。

## 土星

### タイタン
土星の衛星であるタイタンへの有人ミッションや植民に関しては確固とした計画や研究がされておらず、ごく一部を除きSFの領域から出てはいない。その例外の1つが、ロバート・ズブリンの著書『Entering Space 』の中での、タイタンの環境に人間が対処・利用することを推測したものである。確固たる研究が相対的に不足していることが、タイタンについての理解に制限を設けているとしても意外ではない。タイタンの表面はとても若く活動的に見え、さらに大量の水や氷に、おそらく液体の有機化合物からなる海や水路まで含んでいる。その環境は十分に基地を支えることができるだろう。しかし、タイタンの表面とその活動に関してはもっと多くの情報が必要である。また、濃い大気と天候は検討が必要な要素である。

### エンケラドゥス
2006年3月、NASAのカッシーニ探査機がエンケラドゥスで液体の水の証拠と見られる現象を発見、地表から数十m程度の部分に液体の水が存在する可能性がでてきた。もしこの発見が確認されれば、それは液体の水がエンケラドゥスでは他所より、例えばエウロパ（上記参照）よりもはるかに簡単に集められることを意味する。水（特に液体の水）の発見は天体上への植民の可能性を劇的に改善させる。

## 天王星
天王星は4つの巨大ガス惑星のうち最も脱出速度が低いため、ヘリウム3を採掘する場所として提案されている。もしロボットの活動に人間の管理が必要だと判れば、天王星の衛星のどれかが基地に使えるかもしれない。別の手段は、大気中にフローティングシティを設置することである。水素で満たした気球を使い、重力がほぼ地球の表面と同じ大きさになる辺りに大量の物体を吊るすことができる。土星や海王星も同じく適しているかもしれないが、木星は高重力と脱出速度、それに放射線のため、おそらく困難だろう。

## 海王星
海王星とその衛星にも植民することはできるだろうが、そこは遥かに遠くであり、さらに海王星の表面重力は天王星よりも大きい。また、その衛星の中では特にトリトンが植民に有望だろうとされる。

## エッジワース・カイパーベルトとオールトの雲
海王星の軌道の外側には、カイパーベルトやオールトの雲を含む、数兆にも上る氷の天体が存在している。これらは生命のための要素（水や氷に有機化合物）に、大量のヘリウム3と、必要なもの全てを含んでいるかもしれない。これらの遠い世界のコロニーは、回転するスペースコロニーを建設し、それらを世代宇宙船とするかもしれない。それは核融合によってエネルギーを得ながら、数千年・数百万年という長い時間をかけて宇宙を進み、高速の恒星船を必要とせずに人類が近隣の恒星系のオールトの雲に移動することを可能とするであろう。

## 外部太陽系の植民を扱ったフィクション
- 3001年終局への旅（アーサー・C・クラーク）
- 揺籃の星（ジェイムズ・P・ホーガン）
- さよならジュピター（小松左京）
- 航空宇宙軍史（谷甲州）
- 機動戦士クロスボーン・ガンダム（長谷川裕一）
- 機動戦艦ナデシコ（アニメ）